# Hans am Ende

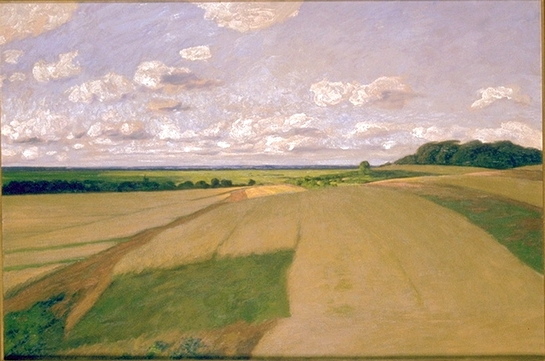
Weyerberg bajo las nubes (Worpswede) (1899).

Hans am Ende (Tréveris, 31 de diciembre de 1864 - Stettin (Polonia), 9 de julio de 1918) fue un pintor paisajista alemán.
Se crio en Tréveris, donde su padre era pastor. En 1872 la familia se trasladó a Kirchscheidungen en Naumburg (Saale), a la nueva parroquia que su padre tendría hasta su muerte 1888. 
Estudió con Wilhelm von Diez en la Academia de Bellas Artes de Múnich, donde conoció a Fritz Mackensen, y luego en la Academia Estatal de Bellas Artes en Karlsruhe con Fernando Keller. Finalmente, siguiendo la común consigna de rebeldía al estatus academicista, se instaló en la colonia de artistas de Worpswede en 1889. Situó su domicilio cerca de la residencia de su amigo Heinrich Vogeler, integrándose en su círculo (Otto Modersohn, Paula Modersohn-Becker, Fritz Mackensen...). En 1895 participó en las muestras colectivas de la colonia en Dresde y Múnich, especializándose en la pintura de paisaje, con un estilo muy cercano al impresionismo.
Al estallar la Primera Guerra Mundial, Hans am Ende se alistó voluntario en el Regimiento de Infantería "Lübeck", luchando en el frente occidental. El 10 de abril de 1918, fue herido de gravedad en Messines (Bélgica), y murió dos meses después en el hospital militar de Stettin. Su tumba se encuentra preservada en el cementerio Worpswede.